# Phawakhola
Phawakhola (en népalais : फावाखोला) est un comité de développement villageois du Népal situé dans le district de Taplejung. Au recensement de 2011, il comptait 1 303 habitants.